# (428694) Saule
Pour les articles homonymes, voir Saule (homonymie).
(428694) Saule est un astéroïde Apollon cythérocroiseur et aréocroiseur.

## Description
(428694) Saule est un astéroïde Apollon. Il fut découvert le 29 juillet 2008 à Baldone par Kazimieras Černis et Ilgmārs Eglītis. Il présente une orbite caractérisée par un demi-grand axe de 1,60 UA, une excentricité de 0,65 et une inclinaison de 19,1° par rapport à l'écliptique.
Il est nommé d'après la divinité lituanienne et lettonne Saulė.

## Compléments